# Reisbach (Lauter)
Der Reisbach ist ein gut fünf Kilometer langer linker Zufluss der Wieslauter im östlichen Wasgau, wie der Südteil des Pfälzerwaldes auch genannt wird.

## Name
Der Name ist eine Verkürzung von Reis(dorf)bach. Der Ort Reisdorf wurde im Jahr 1345 als Reychelsdorf erstmals schriftlich erwähnt und ist nach einer Person namens *Regich benannt.

## Verlauf
Der Reisbach entspringt in der Nähe des zu Böllenborn gehörenden Weilers Reisdorf und fließt in Richtung Süden. Nach knapp zwei Kilometern bildet er die Gemarkungsgrenze zwischen Schweigen-Rechtenbach und Bobenthal, ehe er kurz vor dem zu Bobenthal gehörenden Sankt Germanshof in die Wieslauter mündet.